# Tichije omuty
Tichije omuty (ros. Тихие омуты) – rosyjski film fabularny z 2000 roku, w reżyserii Eldara Riazanowa.

## Fabuła
Chirurg i dyrektor kliniki, Anton Kasztanow nadużywa alkoholu i mieszka z żoną, której nie znosi. Pewnego dnia postanawia uciec i osiedlić się we wsi Tichije omuty, gdzie spotyka swojego przyjaciela z dzieciństwa. Spokój Kasztanowa zakłóca zniknięcie z konta kierowanej przez Kasztanowa fundacji 2 mln dolarów. Rozwiązaniem tej zagadki zajmują się niezależnie od siebie policjantka Warwara Muromowa i dziennikarka telewizyjna Jewgienija Tobolska. Ta ostatnia przykuwa uwagę Kasztanowa.
Film dedykowany zmarłemu w 1998 dramaturgowi i scenarzyście Emilowi Braginskiemu.

## Obsada
- Aleksandr Abdułow jako akademik Anton Michajłowicz Kasztanow
- Oksana Korostyszewska jako dziennikarka Jewgienija Tobolska
- Lubow Poliszczuk jako Polina Siergiejewna, żona Kasztanowa
- Jan Capnik jako Władik
- Olga Wołkowa jako Warwara Muromowa
- Andriej Smolakow jako Iwan Pawłowicz
- Michaił Dorożkin jako Nikita, syn Kasztanowa
- Anatolij Łobocki jako Aleksiej Jeżykow
- Aleksandr Paszutin jako pracownik hotelu
- Marat Baszarow jako policjant
- Aleksandr Bielawski jako Boris Iwanowicz
- Andriej Biłanow
- Tatiana Jaworska